# Anatolij Filipčenko
Anatolij Vasiljevič Filipčenko (rusky Анатолий Васильевич Филипченко; 26. února 1928, Davydovka, Voroněžská oblast – 7. srpna 2022, Hvězdné městečko) byl sovětský vojenský letec a kosmonaut ruské národnosti.

## Život
Po absolvování zvláštní školy vojenského letectva pokračoval ve studiu na čuhujivském leteckém učilišti, kde také dosahoval výborných výsledků. Byl mladším i starším pilotem, velitelem roje, zástupcem velitele letky, starším leteckým instruktorem letecké divize. Poté nastoupil na vojenskou leteckou akademii v Moskvě. Po další službě u bojových leteckých útvarů byl převelen do Hvězdného městečka ke kosmonautickému výcviku. Po dvou letech do kosmu byl několikrát vyznamenán, stal se čestným občanem řady měst, dosáhl vojenské hodnosti generálmajora. V týmu kosmonautů byl veden od 10. ledna 1963 do 26. ledna 1982. Ve vesmíru strávil během dvou svých letů necelých 11 dní. V letech 1990–1996 byl zástupcem ředitele OKB Charkov. Byl ženatý a měl dvě děti, jeho starší syn Alexandr byl také pilotem letadel.

## Lety do vesmíru
Do vesmíru se dostal dvakrát, vždy jako velitel lodě. V roce 1969 na Sojuzu 7 při prvním skupinovém letu tří kosmických lodí v posádce s Vladislavem Volkovem a Viktorem Gorbatkem. A podruhé na Sojuzu 16 jako plukovník letectva opět z Bajkonuru v roce 1974, šlo o přípravný let před společným projektem Sojuz-Apollo.
- Sojuz 7 (12. října 1969 – 17. října 1969)
- Sojuz 16 (2. prosince 1974 – 8. prosince 1974).[4]